# Klasika Primavera 2000
La Klasika Primavera 2000, quarantaseiesima edizione della corsa, si svolse il 9 aprile 2000 su un percorso totale di 185 km. Fu vinta dal venezuelano Unai Etxebarria che terminò la gara in 4h18'49". La gara era classificata di categoria 1.3.

## Ordine d'arrivo (Top 10)
| Pos. | Corridore         | Squadra       | Tempo    |
| ---- | ----------------- | ------------- | -------- |
| 1    | Unai Etxebarria   | Euskaltel     | 4h18'49" |
| 2    | Udo Bölts         | Deutsche Tel. | s.t.     |
| 3    | Roberto Heras     | Kelme         | s.t.     |
| 4    | Igor Flores       | Euskaltel     | s.t.     |
| 5    | Oscar Mason       | Mercatone Uno | s.t.     |
| 6    | Aitor Osa         | Banesto       | s.t.     |
| 7    | Francisco Mancebo | Banesto       | s.t.     |
| 8    | Daniele De Paoli  | Mercatone Uno | s.t.     |
| 9    | David Etxebarria  | ONCE          | s.t.     |
| 10   | Sergej Jakovlev   | Besson Chaus. | s.t.     |